# Agylla tobera
Agylla tobera är en fjärilsart som beskrevs av Paul Dognin 1894. Agylla tobera ingår i släktet Agylla och familjen björnspinnare. Inga underarter finns listade i Catalogue of Life.